# 忘れられた巨人
『忘れられた巨人』（わすれられたきょじん、英語: The Buried Giant）は、日本生まれのイギリス人作家カズオ・イシグロが、『わたしを離さないで』（2005年）から10年ぶりに書いた長編小説。2015年3月にイギリス・アメリカで同時出版された。侵入するサクソン人（アングロ・サクソン人）に対抗したという伝説のアーサー王が亡くなってしばらく経った時代の、現在イングランドと呼ばれる地域を舞台に、ブリトン人の老夫婦が息子を訪ねて旅をする話。

## 内容
本書の全体は4部に分かれていて17章あるが、各部・各章の主な話題が分かりづらく、読者はすぐに霧と森と鬼とファンタジーと不確かな追憶の世界へいざなわれる。6世紀ごろ、いまはイングランドと呼ばれるブリトン人の世界にサクソン人が侵入して、ブリトン人は伝説上アーサー王の下で勇敢に戦った。彼の死後も小康状態を保っている時代に、ブリトン人の老夫婦アクセルとベアトリスは村にいづらくなり、息子と一緒に住もうと旅に出る。
道すがらサクソン人の村に一晩泊まったり、アクセルは妻を「お姫様」と呼んでいたわりながら旅を続け、アーサー王の甥のガウェイン、サクソン人のウィスタン騎士とエドウィン少年に会い一緒に旅をする。
キリスト教は徐々に浸透しているが（まだカンタベリーのアウグスティヌスの登場前らしく）、サクソン人は昔ながらの土着の宗教を持ってきているため、あまり広まっていない。一行は修道院で危うく殺されそうになり、竜を退治するなどの話も続き、当時はおもにスコットランドに住んでいたといわれるピクト人もエドウィンと同じ言葉を話す修道僧という形で登場する。入り江で船に乗るために、川を自分が手繰る別々の船で下る。
最後の章（17章）では船頭が語り手になる。ベアトリスが不実な行いをした過去が明かされて、またその原因の影響で息子は家を出て、その後流行り病ですでに亡くなっていることも明かされる。最後は、入り江から一緒に渡してくれという夫婦の懇願にもかかわらず、船頭に別々に沖の島へ渡されて、そこでお互いに会えるかどうか分からない辺りで、これは老夫婦の死への旅路だったことを暗示して小説は終わる。

## 題名など
本の題名の「巨人」は15章（最後から3番目の章）の最後の方に、ウィスタンが「かつて地中に葬られ、忘れられていた巨人が動き出します。」と話し、続ける。「…二つの民族の間に結ばれた友好の絆など、…強さはありません。… 国が一つ一つ、新しいサクソンの国になります。あなた方ブリトン人の痕跡など、… 羊の群れ一つ二つくらいしか残りません」というところにある。この小説の時代の後、ブリトン人、ピクト人などケルト人はアングロ・サクソン人にほぼ完全に駆逐されて、数少ない文化的遺産が残るのみとなり、サクソン人のキリスト教化もほぼ完成する。その後11世紀に「ノルマン・コンクエスト」を経てイギリスが（人種的に）形成される。第一次読者（イギリス人）はこうした歴史をわきまえて、イシグロが記録があまりない時代の老人夫婦の旅路をどのようにファンタジーとして展開するかを読むことになる。
イシグロはこの作品にどうして10年もかかったかとあるブックフェアで聞かれて、妻の同意がなかなか得られなかったと答えている。日本語訳の「解説」（早川書房編集部）にも、イシグロが冗談半分に「妻のローナが作品になかなか納得してくれなかったから」といったとある。

## 書評
- 米国の雑誌『ザ・ニューヨーカー』ではジェームズ・ウッド（James Wood）が、小説の設定が「弱く、不思議に程遠く、一般的で、迫力に欠け」、比喩もあまりに「文学趣味で、まれで、読者には興味が薄いマジックに過ぎなくなっている」と批判している[3]。
- 『産経新聞』の書評では石井千湖が、「どんな国の歴史にも、光り輝く思い出と一緒に〈忘れられた巨人〉が埋まっている。日本も含めて世界各地で、いま巨人が動き出しているのではないか。現実と重ねずにはいられない生々しさがある」と評論している[4]。
- 『週刊文春』の書評では小野正嗣が、「甘美なものとは限らぬ過去の記憶にどう向き合うべきなのか？ 現在の日本に生きる我々にとっても決して他人事ではない切実な問いが投げかけられている」と意見を述べている[5]。
- 『しんぶん赤旗』では、岩渕剛が、「勢力拡張のために人の命を奪って恥じないのも人間ならば、愛情を確かめ合い、手をとりあって生きるのも人間の姿なのである。その二面性を認め、複雑さをまるごと受けとめるところに、作者のよって立つ基盤がある」と述べている。
- 書評アーカイブWEBサイト”ALL REVIEWS”の書評では、豊崎由美が「カズオ・イシグロが伝えようとしているのは、国家レベルの忘却が生むかもしれない今・此処の危機なのである」と述べている[6]。

## 日本語訳
- カズオ・イシグロ『忘れられた巨人』、土屋政雄訳
  - 早川書房、2015年4月、ISBN 9784152095367
  - ハヤカワepi文庫、2017年10月、ISBN 9784151200915